# Ole Kristian Furuseth
Ole Kristian Furuseth (ur. 7 stycznia 1967 w Jessheim) – norweski narciarz alpejski, srebrny medalista olimpijski, brązowy medalista mistrzostw świata oraz dwukrotny zdobywca Małej Kryształowej Kuli klasyfikacji giganta Pucharu Świata.

## Kariera
Po raz pierwszy na arenie międzynarodowej Ole Kristian Furuseth pojawił się na mistrzostwach świata juniorów w Jasnej w 1985 roku, zajmując dziesiąte miejsce w zjeździe i dziewiętnaste w gigancie. W zawodach Pucharu Świata zadebiutował na początku sezonu 1985/1986. Pierwsze punkty wywalczył 16 grudnia 1986 roku w Madonna di Campiglio, zajmując dziesiąte miejsce w slalomie. Na podium po raz pierwszy stanął 17 stycznia 1989 roku w Adelboden, gdzie był drugi w slalomie. W zawodach tych wyprzedził go jedynie reprezentujący Luksemburg Marc Girardelli, a trzecie miejsce zajął Włoch Alberto Tomba. Łącznie na podium zawodów tego cyklu plasował się 32. razy, przy czym dziewięciokrotnie zwyciężał. Pierwszy trium odniósł 5 marca 1989 roku w Furano, gdzie był najlepszy w slalomie. Następnie zwyciężał w gigancie 9 marca 1989 roku w Shiga Kōgen, 23 listopada 1989 roku w Park City i 22 stycznia 1991 roku w Adelboden oraz w slalomie: 18 grudnia 1990 roku w Madonna di Campiglio, 22 grudnia 1990 roku w Kranjskiej Gorze, 19 marca 1995 roku w Bormio, 1 marca 1998 roku w Yongpyong oraz 19 marca 2000 roku w Bormio. Najlepsze wyniki osiągał w sezonie 1989/1990, kiedy był drugi w klasyfikacji generalnej, plasując się tylko za Pirminem Zurbriggenem ze Szwajcarii. W tym samym sezonie wywalczył też Małą Kryształową Kulę za zwycięstwo w klasyfikacji giganta, a w klasyfikacji slalomu był drugi. Był też najlepszy w klasyfikacji giganta i trzeci w klasyfikacji slalomu w sezonie 1988/1989. Ponadto w sezonie 1990/1991 ponownie zajął drugie w klasyfikacji slalomu.
Największy sukces osiągnął w 1998 roku, kiedy podczas igrzysk olimpijskich w Nagano wywalczył srebrny medal w slalomie. Po pierwszym przejeździe zajmował trzecie miejsce, tracąc do prowadzącego Thomasa Sykory z Austrii 0,47 sekundy. W drugim przejeździe uzyskał czwarty wynik, co jednak pozwoliło mu przesunąć się na drugą pozycję. W zawodach tych rozdzielił na podium swego rodaka Hansa Pettera Buraasa i Thomasa Sykorę. Blisko kolejnego medalu był podczas rozgrywanych sześć lat wcześniej igrzysk w Albertville, gdzie zajął czwarte miejsce w supergigancie. Walkę o medal przegrał tam z kolejnym reprezentantem Norwegii, Janem Einarem Thorsenem o 0,04 sekundy. Na tych samych igrzyskach zajął również piąte miejsce w gigancie oraz siódme w kombinacji alpejskiej.
W 1991 roku zdobył też brązowy medal w slalomie na mistrzostwach świata w Saalbach-Hinterglemm. Lepsi okazali się jedynie Marc Girardelli oraz Austriak Thomas Stangassinger. Na tej samej imprezie był też czwarty w supergigancie i gigancie. W pierwszym przypadku w walce o podium lepszy o 0,38 sekundy okazał się Francuz Franck Piccard, a w drugim Norwega wyprzedził bezpośrednio Johan Wallner ze Szwecji. Czwarte miejsce zajął także w slalomie podczas rozgrywanych w 1997 roku mistrzostw świata w Sestriere. Tym razem rywalizację o brązowy medal przegrał o 0,20 sekundy z Alberto Tombą. Furuseth był też między innymi szósty w slalomie na mistrzostwach świata w Vail w 1989 roku oraz siódmy na mistrzostwach świata w Sierra Nevada w 1996 roku. Karierę zakończył po sezonie 2001/2002.
Pierwsze mistrzostwo Norwegii zdobył w 1989 roku, zwyciężając w slalomie, gigancie i supergigancie. W kolejnych latach jeszcze sześciokrotnie zostawał mistrzem kraju, wygrywając w slalomie w latach 1990, 1995, 1997 i 2000 oraz w gigancie w latach 1990 i 1991.

## Osiągnięcia

### Igrzyska olimpijskie
| Miejsce | Dzień     | Rok  | Miejscowość    | Konkurencja | Czas biegu | Strata     | Zwycięzca            |
| ------- | --------- | ---- | -------------- | ----------- | ---------- | ---------- | -------------------- |
| 7.      | 11 lutego | 1992 | Albertville    | Kombinacja  | 14,58 pkt  | +25,89 pkt | Josef Polig          |
| 4.      | 16 lutego | 1992 | Albertville    | Supergigant | 1:13,04    | +0,83      | Kjetil André Aamodt  |
| 5.      | 18 lutego | 1992 | Albertville    | Gigant      | 2:06,98    | +1,18      | Alberto Tomba        |
| DNF     | 22 lutego | 1992 | Albertville    | Slalom      | 1:44,39    | -          | Finn Christian Jagge |
| DNF     | 23 lutego | 1994 | Lillehammer    | Gigant      | 2:52,46    | -          | Markus Wasmeier      |
| DSQ     | 27 lutego | 1994 | Lillehammer    | Slalom      | 2:02,02    | -          | Thomas Stangassinger |
| 2.      | 21 lutego | 1998 | Nagano         | Slalom      | 1:49,31    | +1,33      | Hans Petter Buraas   |
| 9.      | 23 lutego | 2002 | Salt Lake City | Slalom      | 1:41,06    | +3,33      | Jean-Pierre Vidal    |

### Mistrzostwa świata
| Miejsce | Dzień       | Rok  | Miejscowość   | Konkurencja | Czas biegu | Strata | Zwycięzca           |
| ------- | ----------- | ---- | ------------- | ----------- | ---------- | ------ | ------------------- |
| 12.     | 8 lutego    | 1989 | Vail          | Supergigant | 1:38,81    | +1,47  | Martin Hangl        |
| 8.      | 9 lutego    | 1989 | Vail          | Gigant      | 2:37,66    | +2,96  | Rudolf Nierlich     |
| 6.      | 12 lutego   | 1989 | Vail          | Slalom      | 2:02,85    | +2,33  | Rudolf Nierlich     |
| 3.      | 22 stycznia | 1991 | Saalbach      | Slalom      | 1:55,38    | +0,62  | Marc Girardelli     |
| 4.      | 23 stycznia | 1991 | Saalbach      | Supergigant | 1:26,73    | +2,20  | Stephan Eberharter  |
| 4.      | 3 lutego    | 1991 | Saalbach      | Gigant      | 2:29,94    | +1,09  | Rudolf Nierlich     |
| 10.     | 10 lutego   | 1993 | Morioka       | Gigant      | 2:15,36    | +2,98  | Kjetil André Aamodt |
| 14.     | 13 lutego   | 1993 | Morioka       | Slalom      | 1:40,33    | +2,07  | Kjetil André Aamodt |
| 7.      | 25 lutego   | 1996 | Sierra Nevada | Slalom      | 1:42,26    | +0,31  | Alberto Tomba       |
| 4.      | 15 lutego   | 1997 | Sestriere     | Slalom      | 1:51,70    | +0,64  | Tom Stiansen        |
| 11.     | 14 lutego   | 2001 | Sankt Anton   | Slalom      | 1:39,66    | +2,03  | Mario Matt          |

### Mistrzostwa świata juniorów
| Miejsce | Dzień     | Rok  | Miejscowość | Konkurencja | Czas biegu | Strata | Zwycięzca          |
| ------- | --------- | ---- | ----------- | ----------- | ---------- | ------ | ------------------ |
| 11.     | 28 lutego | 1985 | Jasná       | Zjazd       | 1:18,01    | +1,87  | Giorgio Piantanida |
| 19.     | 2 marca   | 1985 | Jasná       | Gigant      | 2:17,55    | +6,88  | Robert Žan         |

### Puchar Świata

#### Miejsca w klasyfikacji generalnej
- sezon 1986/1987: 78.
- sezon 1987/1988: 76.
- sezon 1988/1989: 4.
- sezon 1989/1990: 2.
- sezon 1990/1991: 5.
- sezon 1991/1992: 4.
- sezon 1992/1993: 37.
- sezon 1993/1994: 32.
- sezon 1994/1995: 16.
- sezon 1995/1996: 39.
- sezon 1996/1997: 35.
- sezon 1997/1998: 33.
- sezon 1998/1999: 50.
- sezon 1999/2000: 16.
- sezon 2000/2001: 48.
- sezon 2001/2002: 72.

#### Zwycięstwa w zawodach
1. Furano – 5 marca 1989 (slalom)
2. Shiga Kōgen – 9 marca 1989 (gigant)
3. Park City – 23 listopada 1989 (gigant)
4. Madonna di Campiglio – 18 grudnia 1990 (slalom)
5. Kranjska Gora – 22 grudnia 1990 (slalom)
6. Adelboden – 22 stycznia 1991 (gigant)
7. Bormio – 19 marca 1995 (slalom)
8. Yongpyong – 1 marca 1998 (slalom)
9. Bormio – 19 marca 2000 (slalom)

- 9 zwycięstw (6 slalomów i 3 giganty)

#### Pozostałe miejsca na podium
1. Adelboden – 17 stycznia 1989 (gigant) – 2. miejsce
2. Furano – 3 marca 1989 (slalom) – 2. miejsce
3. Shiga Kōgen – 10 marca 1989 (slalom) – 2. miejsce
4. Thredbo – 11 sierpnia 1989 (gigant) – 2. miejsce
5. Thredbo – 12 sierpnia 1989 (slalom) – 2. miejsce
6. Mont-Sainte-Anne – 2 grudnia 1989 (slalom)
7. Kitzbühel – 21 stycznia 1990 (slalom) – 2. miejsce
8. Les Menuires – 30 stycznia 1990 (supergigant) – 2. miejsce
9. Sestriere – 11 grudnia 1990 (slalom) – 2. miejsce
10. Kitzbühel – 13 stycznia 1991 (slalom) – 2. miejsce
11. Waterville Valley – 21 marca 1991 (gigant) – 2. miejsce
12. Sestriere – 10 grudnia 1991 (slalom) – 3. miejsce
13. Garmisch-Partenkirchen – 13 stycznia 1992 (kombinacja) – 2. miejsce
14. Sestriere – 14 grudnia 1993 (slalom) – 3. miejsce
15. Kranjska Gora – 9 stycznia 1994 (slalom) – 2. miejsce
16. Kitzbühel – 15 stycznia 1995 (slalom) – 3. miejsce
17. Furano – 19 lutego 1995 (slalom) – 3. miejsce
18. Shiga Kōgen – 9 marca 1997 (slalom) – 3. miejsce
19. Kitzbühel – 25 stycznia 1998 (slalom) – 3. miejsce
20. Wengen – 16 stycznia 2000 (slalom) – 2. miejsce
21. Todtnau – 6 lutego 2000 (slalom) – 3. miejsce
22. Yongpyong – 27 lutego 2000 (slalom) – 2. miejsce
23. Schladming – 9 marca 2000 (slalom) – 2. miejsce